# Лена (Куюргазинський район)
Ле́на (рос. Лена, башк. Лена) — присілок у складі Куюргазинського району Башкортостану, Росія. Входить до складу Таймасовської сільської ради.
Населення — 40 осіб (2010; 49 в 2002).
Національний склад:
- росіяни — 63%
- башкири — 29%